# Unplugged Tour
Unplugged Tour è il tour musicale a supporto dell'album MTV Unplugged pubblicato nel 1997 dal cantante rock canadese Bryan Adams.
La data di inizio del tour è stata effettuata 26 settembre 1997 presso la Hammerstein Ballroom di New York per MTV Unplugged.
La data finale è stata effettuata nel febbraio del 1998 presso il GM Place di Vancouver in Canada, ultimo concerto che rappresenta la fine di un'era di Tommy Mandel (tastiere) e ultimo spettacolo di Dave Taylor (basso), come parte della band.

## Unplugged Tour - (date)
| Numero | Data     | Luogo                                                          | Bandiera               | Nazione               |
| ------ | -------- | -------------------------------------------------------------- | ---------------------- | --------------------- |
| 1      | 26/09/97 | MTV Unplugged, Hammerstein Ballroom, New York                  | Stati Uniti (bandiera) | Stati Uniti d'America |
| 2      | 18/11/97 | Des O'Conner Show, Londra                                      | -                      | Regno Unito           |
| 3      | 20/11/97 | Stina Meets Show, Stoccolma                                    | Svezia (bandiera)      | Svezia                |
| 4      | 21/11/97 | Press, Stoccolma                                               | Svezia (bandiera)      | Svezia                |
| 5      | 24/11/97 | Zurigo                                                         | Svizzera (bandiera)    | Svizzera              |
| 6      | 25/11/97 | VOX Magazine, Londra                                           | -                      | Regno Unito           |
| 7      | 26/11/97 | Londra                                                         | -                      | Regno Unito           |
| 8      | 27/11/97 | Londra                                                         | -                      | Regno Unito           |
| 9      | 28/11/97 | Londra                                                         | -                      | Regno Unito           |
| 10     | 29/11/97 | Noel's House Party, Londra                                     | -                      | Regno Unito           |
| 11     | 01/12/97 | Amburgo                                                        | Germania (bandiera)    | Germania              |
| 12     | 02/12/97 | Berlino                                                        | Germania (bandiera)    | Germania              |
| 13     | 03/12/97 | Colonia                                                        | Germania (bandiera)    | Germania              |
| 14     | 04/12/97 | Signing session, Donnerstag                                    | Germania (bandiera)    | Germania              |
| 15     | 05/12/97 | Parigi                                                         | Francia (bandiera)     | Francia               |
| 16     | 06/12/97 | Madrid                                                         | Spagna (bandiera)      | Spagna                |
| 17     | 10/12/97 | UNICEF Benefit Concert, New York                               | Stati Uniti (bandiera) | Stati Uniti d'America |
| 18     | 11/12/97 | New York                                                       | Stati Uniti (bandiera) | Stati Uniti d'America |
| 19     | 12/12/97 | New York                                                       | Stati Uniti (bandiera) | Stati Uniti d'America |
| 20     | 13/12/97 | New Jersey                                                     | Stati Uniti (bandiera) | Stati Uniti d'America |
| 21     | 15/12/97 | Toronto                                                        | Canada (bandiera)      | Canada                |
| 22     | 16/12/97 | Toronto                                                        | Canada (bandiera)      | Canada                |
| 23     | 18/12/97 | New York                                                       | Stati Uniti (bandiera) | Stati Uniti d'America |
| 24     | 10/01/98 | Sheffield Steelers Guest Of Honour: Sheffield Arena, Sheffield | -                      | Regno Unito           |
| 25     | 18/01/98 | All Star Hockey Game, Vancouver, BC                            | Canada (bandiera)      | Canada                |
| 26     | 25/01/98 | Roxy Theatre, Los Angeles                                      | Stati Uniti (bandiera) | Stati Uniti d'America |
| 27     | 26/01/98 | The Tonight Show, Los Angeles                                  | Stati Uniti (bandiera) | Stati Uniti d'America |
| 28     | 27/01/98 | Los Angeles                                                    | Stati Uniti (bandiera) | Stati Uniti d'America |
| 29     | 07/02/98 | Civic Center, Charlottetown                                    | Canada (bandiera)      | Canada                |
| 30     | 08/02/98 | Metro Centre, Halifax                                          | Canada (bandiera)      | Canada                |
| 31     | 09/02/98 | Harbour Station, St. John                                      | Canada (bandiera)      | Canada                |
| 32     | 10/02/98 | Colisee, Québec, PQ                                            | Canada (bandiera)      | Canada                |
| 33     | 12/02/98 | Corel centre, Ottawa, ON                                       | Canada (bandiera)      | Canada                |
| 34     | 13/02/98 | Maple Leaf Gardens, Toronto                                    | Canada (bandiera)      | Canada                |
| 35     | 14/02/98 | Molson Centre, Montréal                                        | Canada (bandiera)      | Canada                |
| 36     | 15/02/98 | Breast Cancer Benefit, Jack Gatecliff Arena, St Catherine      | Canada (bandiera)      | Canada                |
| 37     | 17/02/98 | Much Music Intimate & Interactive, Toronto                     | Canada (bandiera)      | Canada                |
| 38     | 18/02/98 | Winnipeg Arena, Winnipeg, MB                                   | Canada (bandiera)      | Canada                |
| 39     | 19/02/98 | Saskatchewan Place, Saskatoon, SK                              | Canada (bandiera)      | Canada                |
| 40     | 20/02/98 | Saddledome, Calgary, AB                                        | Canada (bandiera)      | Canada                |
| 41     | 21/02/98 | Coliseum, Edmonton, AB                                         | Canada (bandiera)      | Canada                |
| 42     | 23/02/98 | Riverside Coliseum, Kamloops                                   | Canada (bandiera)      | Canada                |
| 43     | 24/02/98 | Multiplex, Prince George                                       | Canada (bandiera)      | Canada                |
| 44     | 25/02/98 | A&B Sound Warehouse, Vancouver                                 | Canada (bandiera)      | Canada                |
| 45     | 26/02/98 | GM Place, Vancouver                                            | Canada (bandiera)      | Canada                |

## Band Di Supporto
- Bryan Adams - Cantante, Chitarra ritmica e solista
- Keith Scott - Chitarra solista, Cori
- Mickey Curry - Batteria, Percussioni, Cori
- Tommy Mandel - Pianoforte, Tastiere, Cori
- Dave Taylor - Basso, Cori
- Danny Cummings - Strumenti a percussione, Cori
- Davy Spillane - Tin whistle

### Band Di Supporto show acustico
- Bryan Adams - Cantante, Chitarra acustica
- Keith Scott - Chitarra solista, Cori
- Mickey Curry - Batteria, Percussioni, Cori
- Tommy Mandel - Pianoforte, Tastiere, Cori
- Dave Taylor - Basso, Cori
- Danny Cummings - Strumenti a percussione, Cori
- Davy Spillane - Tin whistle
- Patrick Leonard - Pianoforte
- Michael Kamen - Direttore d'orchestra

## Lista delle canzoni
La setlist di Bryan Adams al Hammerstein Ballroom di New York per MTV Unplugged:
- Summer of '69
- Back to You
- Cuts Like a Knife
- Depend on Me
- I'm Ready
- Fits Ya Good
- When You Love Someone
- 18 til I Die
- I Think About You
- If Ya Wanna Be Bad (Ya Gotta Be Good) / Let's Make a Night to Remember
- The Only Thing That Looks Good on Me Is You
- A Little Love
- Can't Stop This Thing We Started
- It Ain't a Party... If You Can't Come 'Round
- Heaven
- When You Love Someone
- (I Wanna Be) Your Underwear
- I'll Always Be Right There

La Setlist di Bryan Adams al General Motors Place di Vancouver nel 1998 :
- The Only Thing That Looks Good on Me Is You
- Do to You
- Let's Make a Night to Remember
- 18 til I Die
- Back to You
- When You Love Someone
- I'm Ready
- I Think About You
- This Time
- Can't Stop This Thing We Started
- It's Only Love
- (Everything I Do) I Do It for You
- Touch the Hand
- Kids Wanna Rock
- Have You Ever Really Loved a Woman?
- Cuts Like a Knife
- Hey Elvis
- Run to You

Encore:
- Somebody
- Fits Ya Good
- Heaven
- Summer of '69